# مارتن فورد (كاتب)
مارتن فورد (بالإنجليزية: Martin Ford)‏ هو كاتب وعالم حاسوب أمريكي، ولد في القرن العشرين.